# Michael Lindemann
Michael Lindemann (* 1975 in Nordhorn) ist ein deutscher Jurist und Professor.

## Werdegang
Nach seinem Studium Rechtswissenschaft an der Universität Bielefeld wurde er wissenschaftlicher Mitarbeiter am Lehrstuhl von Stephan Barton sowie am Institut für Anwalts- und Notarrecht der Universität Bielefeld. 2002 begann er sein Referendariat am Landgericht Wuppertal und wurde im selben Jahr wissenschaftlicher Mitarbeiter von Helmut Frister an der Heinrich-Heine-Universität Düsseldorf.
2003 erfolgte die Promotion an der Universität Bielefeld. Im Jahre 2004 wurde er wissenschaftlicher Mitarbeiter am Institut für Rechtstatsachenforschung und Kriminalpolitik. 2006 wurde er wissenschaftlicher Mitarbeiter am Bundesverfassungsgericht im Dezernat von Gertrude Lübbe-Wolff.
Ab 2008 war Lindemann erneut Mitarbeiter von Helmut Frister als akademischer Rat a. Z. 2012 erfolgte die Habilitation und Erteilung der Lehrbefugnis für die Fächer Strafrecht, insbesondere Wirtschaftsstrafrecht und Medizinstrafrecht, Strafprozessrecht, Kriminologie und Strafvollzugsrecht durch die Juristische Fakultät der Heinrich-Heine-Universität Düsseldorf. Im selben Jahr übernahm Lindemann erst die Vertretung der Professur für Straf- und Strafprozessrecht, Wirtschaftsstrafrecht und Völkerstrafrecht an der Universität Augsburg, um sodann Inhaber der Professur für Strafrecht und Strafprozessrecht, Wirtschaftsstrafrecht und Umweltstrafrecht zu werden.
Seit April 2014 hat Lindemann den Lehrstuhl für Strafrecht, Strafprozessrecht und Kriminologie an der Universität Bielefeld inne. Daneben ist er Dozent im medizinrechtlichen Master-Studiengang des Instituts für Rechtsfragen der Medizin an der Heinrich-Heine-Universität Düsseldorf, verantwortliches Redaktionsmitglied der Zeitschrift Recht & Psychiatrie, Mitherausgeber und Mitglied der Redaktion der Zeitschrift für Medizinstrafrecht sowie Mitglied der Arbeitsgruppe Ethik der Deutschen Gesellschaft für Palliativmedizin.